# Жедяевка
Жедяевка — село, административный центр Жедяевского сельского поселения, Старомайнского района Ульяновской области.

## География
Село расположено в 32 км от райцентра Старая Майна и в 77 км от областного центра Ульяновск, при реке Утка (приток Волги).

## История
Село основано в 1698 году, когда по указу Петра I сюда были переселены казанские иноземцы — польские шляхтичи.
В 2 верстах севернее Жедяевки существовало другое селение, ныне называемая «Старой деревней», следов от этого поселения давно уже нет. При описании Жедяевки в 1780 году, около неё значилась помещичья деревня под названием Малый Селенгуш, в которой числилось 36 ревизских душ. Если это была та исчезнувшая деревушка, то нужно искать селение под названием Большой Селенгуш. В Нурлатском районе Татарстана есть село с похожим наванием Селенгуши.
В 1778 году в селе была построена деревянная однопрестольная церковь во имя Святой Троицы и село стало называться — Троицкое.
В 1859 году село Троицкое (Жедяевка) относится к 1-му стану Спасского уезда Казанской губернии. В этом же году была построена каменная пятипрестольная церковь. Главный престол церкви во имя Казанской Божьей Матери, в приделе, с правой стороны — во имя Святителя Николая Чудотворца, с левой стороны — во имя Святых мучениц Софьи, Веры, Надежды и Любови, в трапезной приделы: с правой стороны — во имя Святой Троицы, левой — во имя Скорбящей Божьей Матери.
В 1861 году село Жедяевка (Троицкое) становится волостным центром.
В 1869 году, дворянкой Натальей Гавриловной Ховриной, в селе построена ещё одна церковь, двухпрестольная, деревянная, тёплая. Главный престол новой церкви — во имя Святой Троицы, а в пределе — в честь Скорбящей Божьей Матери.
4 февраля 1869 года, в Жедяевке открылось земское одноклассное училище, которое просуществовало до сентября 1874 года. В 1879 году училище было открыто вновь.
В 1891 году при Жедяевской церкви была открыта церковно-приходская школа для девочек.
В 1914 году началась Первая мировая война, с которой не вернулись жители села.
В 1918 году в селе был создан сельский Совет.
В 1920 году село вошло в состав Матвеевской волости Мелекесского уезда Самарской губернии.
В 1921 году Жедяевку, как и другие селения, постиг Голод в Поволжье (1921—1922), в этот период, десятки селян умерли от голода, многие покинули село в поисках благополучных мест. Только к весне 1922 года до села дошла американская помощь, на каждого ребёнка стали выдавать ежедневно 0,5 литра какао, выдавали хлеб и кукурузу.
Во время НЭПа были укрупнены сельские общества и из 13 сделали всего пять. 29 мая 1926 года были укрупнены: «Озёровское» и часть «Блудовского» объединили в одно — «Восток», «Черноруцкое» и часть «Блудовского» — в «Черноруцкое», «Дурасовское», «Роткирское», «Руммельское», «Струнинское» — в «Свобода», «Павловское», «Карачёвское», «Ольгушенское», «Наташинское (Ховринское)» и «Сатинское» — в «Ховринское». Пятое земельное общество под названием «Государственное» составляли бывшие Государственные крестьяне.
В 1928 году вошло в состав Старо-Майнского района Ульяновского округа Средне-Волжской области (с 1929 — в Средне-Волжском крае, с 1935 — в Куйбышевском крае, с 1936 — в Куйбышевской области).
В 1930-х годах наступила Коллективизация в СССР. 7 марта 1930 года по статье 58 с конфискацией имущества были репрессированы Максим Андронов, Степан Одинцов, Николай Садовников. 30 декабря 1937 года, был арестован, а затем расстрелян Москалев Яков Михайлович.
19 марта 1930 года в Жедяевке был образован колхоз «Путь к Социализму», первым председателем колхоза был избран Александр Филиппович Маслов.
В это же время с церкви сняли колокола. В дальнейшем — с церкви были сняты купола и полностью разобрана колокольня, здание же церкви стали использовать под склад (ныне здесь колхозная мельница).
На 1931 год село Жедяевка — административный центр Жедяевского с/с, в который входили: с. Аристовка, с. Жедяевка, д. Новая Арчиловка, Лесной кордон.
В 1930-х годах в селе прошли массовые репрессии.
В 1941 году началась Вторая мировая война, с которой не вернулись 97 жедяевцев.
В 1943 году село вошло в состав Ульяновской области.
В 1949 году открылась Жедяевская семилетняя школа.
В 1953 году произошло укрупнение сельских Советов, после чего к Жедяевскому с/с присоединились Кокрятский и Березовский.
В 1957 году колхоз «Путь к Социализму» объединился с колхозом «имени Крупской» (Березовка) и стал называться «Родина».
В 1958 году Кокрятский с/с (Кокрять и Айбаши) присоединились к Матвеевскому с/с.
В 2005 году Жедяевка стала административным центром Жедяевского сельского поселения.

## Население
| Год  | Число дворов | Число жителей | Примечания |
| ---- | ------------ | ------------- | --- |
| 1859 | 166          | 1407          | 2 православные церкви. |
| 1898 | 293          | 1411          | В селе было: волостное управление, кв-ра полицейского урядника, 5 лавок, одна казённая винная лавка, 12 ветряных мельниц, 3 крупорушки. |
| 1910 | —            | 1935          | |
| 1931 | 434          | 1899          | В Жедяевский с/с входили: Аристовка, Жедяевка, Нов. Арчиловка, Лесной Кордон.                                                           |
| 1959 | —            | 807           | |
| 1998 | 216          | 556           | |
| 2010 |              | 550           | |

## Инфраструктура
Лесничество, средняя школа, детский сад, Дом культуры, центральная усадьба колхоза «Родина», церковь Казанской иконы Божией Матери.

## Достопримечательности
- «Дом крестьянина Силантьева», конец XIX века[24].
- Памятник воинам Великой Отечественной войны, (1972 г.)[25]

Объекты археологического наследия:
- Селище «Жедяевка-1» 1-я четв II тыс.
- Селище «Жедяевка-2» 1 четв. II тыс.
- Курганная группа «Жедяевка»(2 насыпи), 2-я пол. II тыс.до н. э. — I тыс.(?)

## Известные люди
- Завалишин, Дмитрий Иринархович — декабрист, поэт, автор воспоминаний «Записки декабриста», хоть и записан что родился в Астрахани, но при поступлении в кадетский корпус он предоставил свидетельство из поместья села Жедяевка. Бывал здесь в 1820 году и после возвращения из ссылки в 1863 году[27].
- Овинцев Геннадий Лаврентьевич — председатель колхоза, кавалер ордена Ленина (1966 г.).

## Улицы
Александровский пер., ул. Библиотечная, Ветреный пер., ул. Возрождения, ул. Заречная, ул. Казанская, ул. Ключевая, ул. Колхозная, ул. Куркина, ул. Луговая, ул. Магистральная, ул. Молодёжная, Николаевский пер., Овражный пер., ул. Озаренная, ул. Ольховая, ул. Панская, ул. Садовая, ул. Садоводов, ул. Старосельская, Тихий пер., ул. Храмовая, ул. Школьная, ул. Шоферов.